# Шихецзи
Шихецзи (кит. спр. 石河子市, піньїнь: Shíhézǐ Shì) — місто-повіт в китайській автономії Сіньцзян; де-факто знаходиться під управлінням Сіньцзянського корпусу виробництва і будівництва. 

## Географія
Шихецзи розташовується на півночі провінції на Джунгарській рівнині.

### Клімат
Місто знаходиться у зоні, котра характеризується кліматом тропічних пустель. Найтепліший місяць — липень із середньою температурою 23.3 °C (74 °F). Найхолодніший місяць — січень, із середньою температурою -16.7 °С (2 °F).
| Клімат Шихецзи          | Клімат Шихецзи | Клімат Шихецзи | Клімат Шихецзи | Клімат Шихецзи | Клімат Шихецзи | Клімат Шихецзи | Клімат Шихецзи | Клімат Шихецзи | Клімат Шихецзи | Клімат Шихецзи | Клімат Шихецзи | Клімат Шихецзи | Клімат Шихецзи |
| Показник                | Січ.           | Лют.           | Бер.           | Квіт.          | Трав.          | Черв.          | Лип.           | Серп.          | Вер.           | Жовт.          | Лист.          | Груд.          | Рік            |
| Абсолютний максимум, °C | 1              | 3              | 22             | 32             | 35             | 38             | 36             | 37             | 37             | 28             | 12             | 6              | 38             |
| Середній максимум, °C   | −11            | −5             | 4              | 18             | 22             | 29             | 30             | 29             | 24             | 15             | 2              | −6             | 12             |
| Середня температура, °C | −16            | −10            | 0              | 11             | 15             | 22             | 23             | 22             | 16             | 8              | −2             | −10            | 6              |
| Середній мінімум, °C    | −22            | −16            | −5             | 4              | 8              | 15             | 16             | 15             | 9              | 1              | −6             | −15            | 0              |
| Абсолютний мінімум, °C  | −33            | −32            | −25            | −3             | −1             | 5              | 11             | 7              | −2             | −7             | −22            | −32            | −33            |
| Вологість повітря, %    | 79             | 81             | 75             | 56             | 50             | 52             | 57             | 57             | 57             | 61             | 78             | 83             | 66             |
| ----------------------- | -------------- | -------------- | -------------- | -------------- | -------------- | -------------- | -------------- | -------------- | -------------- | -------------- | -------------- | -------------- | -------------- |
| Джерело: Weatherbase    |                |                |                |                |                |                |                |                |                |                |                |                |                |